# Hope (Maine)
Hope és una població dels Estats Units a l'estat de Maine (EUA). Segons el cens del 2000 tenia 1.310 habitants.

## Demografia
Segons el cens del 2000, Hope tenia 1.310 habitants, 513 habitatges, i 380 famílies. La densitat de població era de 23,2 habitants/km².
Dels 513 habitatges en un 35,5% hi vivien nens de menys de 18 anys, en un 62,8% hi vivien parelles casades, en un 7,8% dones solteres, i en un 25,9% no eren unitats familiars. En el 21,1% dels habitatges hi vivien persones soles el 6,2% de les quals corresponia a persones de 65 anys o més que vivien soles. El nombre mitjà de persones vivint en cada habitatge era de 2,54 i el nombre mitjà de persones que vivien en cada família era de 2,94.
Per edats la població es repartia de la següent manera: un 26,9% tenia menys de 18 anys, un 4,2% entre 18 i 24, un 32,8% entre 25 i 44, un 27,1% de 45 a 60 i un 9% 65 anys o més.
L'edat mediana era de 38 anys. Per cada 100 dones de 18 o més anys hi havia 91,2 homes.
La renda mediana per habitatge era de 42.273 $ i la renda mediana per família de 45.781 $. Els homes tenien una renda mediana de 33.125 $ mentre que les dones 26.850 $. La renda per capita de la població era de 24.385 $. Entorn del 4,7% de les famílies i el 6,5% de la població estaven per davall del llindar de pobresa.